# Nukri Rewiszwili
Nukri Rewiszwili (gruz. ნუკრი რევიშვილი, ur. 2 marca 1987 w Kutaisi) – gruziński bramkarz grający dla FK Tosno.

## Kariera
Nukri Rewiszwili urodził się w jednym z największych miast Gruzji, Kutaisi. Jest on wychowankiem akademii młodzieżowej klubu Torpedo Kutaisi. Także w barwach tej drużyny debiutował w dorosłej piłce. W 2006 roku uznany został za najlepszego młodego bramkarza w swoim kraju. Wówczas sięgnął po niego Rubin Kazań. W 2008 roku jego drużyna wywalczyła mistrzostwo Rosji, jednak sam piłkarz nie miał w nim większego wkładu. Rok później drużyna z Tatarstanu powtórzyła swój sukces, mimo to Gruzin nie potrafił przebić się do pierwszej jedenastki Rubinu. Rywalizację z Rewiszwilim wygrywa bowiem 34-letni Rosjanin Siergiej Kozko. W 2010 roku trafił do Anży Machaczkała, a 2012 do FK Krasnodar. Następnie grał w Dila Gori i Valletta FC, a w 2014 przeszedł do FK Tosno.
W karierze reprezentacyjnej również większych sukcesów nie ma, głównie ze względu na swój wiek. Jak dotąd grywał głównie w gruzińskiej młodzieżówce. W reprezentacji A zadebiutował 8 października 2005 roku i zagrał w dwóch meczach kwalifikacji do Mistrzostw Świata 2006. Następnie grywał jedynie w spotkaniach towarzyskich.